# 佐藤元 (声優)
佐藤 元（さとう げん、1997年3月22日 - ）は、日本の男性声優。神奈川県出身。アイムエンタープライズ所属。

## 略歴
中学2年生の頃、『STAR DRIVER 輝きのタクト』を見て、主人公から勇気をもらい、それがきっかけでアニメが好きになり、声優業を知る。高校生の頃に関わった人をきっかけに声優を目指す。家族から反対はされなかったが、大学には通うように言われ、大学へ入学すると同時に日本ナレーション演技研究所に入所し、大学に通いアルバイトや家事をしながら、日曜に日ナレに通う。卒業後、2017年度よりアイムエンタープライズに所属。
2020年6月15日に、インターネットラジオステーション音泉が配信する松岡禎丞がパーソナリティを務める『松岡ハンバーグ』第51回で新アシスタントとなる。
2021年、テレビアニメ『弱キャラ友崎くん』の友崎文也役で初主演。
2022年、第16回声優アワードにおいて、新人男優賞を受賞した。

## 人物
趣味は格闘技観戦、音楽鑑賞、歌うこと。特技は剣道、マッサージ。資格は剣道3段、英検3級、漢検3級、書道4段を持っている。
憧れの声優は松岡禎丞で声優になる前から憧れていたと語っており、松岡を「心の師匠」と慕っていて、“テストの時は、120%の全力でお芝居を提示しな。それで修正をもらったら作品をよくするために言われていることだからそこからプロとして頑張ればいいんだよ”という松岡の言葉から自身の役者としてのスタンスが決まったという。

## 出演
太字はメインキャラクター。

### テレビアニメ
2018年
- ゴールデンカムイ（兵士達）
- PERSONA5 the Animation（班目関係者B）
- ガンダムビルドダイバーズ（ダイバー）
- ハイスコアガール（後藤〈クラスメイト〉、ギャラリー・シャツ出し）
- 七星のスバル（冒険者、プレイヤー）
- はたらく細胞（2018年 - 2021年、赤血球1） - 2シリーズ
- ソードアート・オンライン アリシゼーション（プレイヤー）
- ベルゼブブ嬢のお気に召すまま。（キュルソン）
- やがて君になる（男子生徒）
- 転生したらスライムだった件（2018年 - 2024年、ゴブリン達 / ゴブツ、ゲイル） - 3シリーズ
- とある魔術の禁書目録III（市民、騎士）
- となりの吸血鬼さん（男性B）
- 斉木楠雄のΨ難（男子生徒C）

2019年
- えんどろ〜!（戦士②）
- フルーツバスケット（2019年 - 2021年、ゆうすけ） - 3シリーズ
- ワンパンマン（雷光ゲンジ）
- ロード・エルメロイII世の事件簿 -魔眼蒐集列車 Grace note-（少年）
- Dr.STONE（2019年 - 2025年、クロム） - 6シリーズ + 特別編
- 女子高生の無駄づかい（サクヤ）
- スタミュ（生徒）
- 厨病激発ボーイ（男子生徒）
- 星合の空（布津凜太朗）
- ぼくたちは勉強ができない!（観客A）

2020年
- カードファイト!! ヴァンガード（オペレーターC、クロノタイガー・リベリオン、スイコファン、ダイナマイト・ジャグラー、モヒカンC 他） - 2シリーズ
- A3!（皆木馨）
- とある科学の超電磁砲T（敵高男子）
- あひるの空（河本）
- 巨神と氷華の城（イツキ）
- キングスレイド 意志を継ぐものたち（2020年 - 2021年、タム）

2021年
- 弱キャラ友崎くん（2021年 - 2024年、友崎文也） - 2シリーズ
- 蜘蛛ですが、なにか?（大島叶多）
- スケートリーディング☆スターズ（窪田智之）
- ホリミヤ（中学生）
- 灼熱カバディ（畦道相馬）
- 美少年探偵団（指輪創作）
- 転生したらスライムだった件 転スラ日記（ゴブツ）
- 東京リベンジャーズ（不良学生C）
- SSSS.DYNAZENON（インタビューイ）
- 戦闘員、派遣します!（勇者）
- 海賊王女（槐）
- 境界戦機（2021年 - 2022年、椎葉アモウ） - 2シリーズ
- Deep Insanity THE LOST CHILD（隊員C、薬の売人）

2022年
- ジョジョの奇妙な冒険 ストーンオーシャン（ピーちゃん）
- プラチナエンド（山下）
- カッコウの許嫁（チャラ男A）
- かぐや様は告らせたい-ウルトラロマンティック-（佐藤ダイキ）
- ブッチギレ!（一番星）
- よふかしのうた（2022年 - 2025年、夜守コウ） - 2シリーズ
- 惑星のさみだれ（東雲三日月）
- カードファイト!! ヴァンガード will+Dress（メンバー）
- 機動戦士ガンダム 水星の魔女（2022年 - 2023年、ロウジ・チャンテ） - 2シリーズ
- 虫かぶり姫（アラン・フェレーラ）
- 忍の一時（楠）
- 陰の実力者になりたくて!（生徒）

2023年
- HIGH CARD（2023年 - 2024年、フィン・オールドマン） - 2シリーズ
- クールドジ男子（吉田）
- UniteUp!（五十鈴川瑞綺）
- 天国大魔境（マル）
- 僕の心のヤバイやつ（2023年 - 2024年、神崎健太） - 2シリーズ
- 六道の悪女たち（六道桃助）
- 君は放課後インソムニア（中見丸太）
- 転生貴族の異世界冒険録〜自重を知らない神々の使徒〜（係員）
- シュガーアップル・フェアリーテイル（ハル）
- SHY（部長）

2024年
- 結婚指輪物語（2024年 - 、サトウ） - 2シリーズ
- 30歳まで童貞だと魔法使いになれるらしい（綿矢湊）
- 忘却バッテリー（佐藤）
- WIND BREAKER（笹城直広）
- BEYBLADE X（2024年 - 2025年、ぱっくん）
- 鬼滅の刃 柱稽古編
- シャドウバースF（大学生、元大学生）
- 黄昏アウトフォーカス（千秋実）
- ダンジョンに出会いを求めるのは間違っているだろうかV 豊穣の女神篇（2024年 - 2025年、ヴァン）
- 多数欠（男）

2025年
- Übel Blatt〜ユーベルブラット〜（ゼフィ）
- アオのハコ（薬師寺）
- 俺だけレベルアップな件 Season 2 -Arise from the Shadow-（友谷稔）
- ハニーレモンソーダ（同級生男子）
- 男女の友情は成立する?（いや、しないっ!!）（沢村）
- 最強の王様、二度目の人生は何をする?（イライジャ・ナイト）
- TO BE HERO X（ダーション）
- 気絶勇者と暗殺姫（ザコ勇者）

### 劇場アニメ
- ANEMONE/交響詩篇エウレカセブン ハイエボリューション（2018年）
- 思い、思われ、ふり、ふられ（2020年）
- サマーゴースト（2021年、後輩）
- グッバイ、ドン・グリーズ!（2022年、男子生徒）
- THE FIRST SLAM DUNK（2022年、じゅんぺー）
- アリスとテレスのまぼろし工場（2023年、クラスメイトF）

### OVA
- からかい上手の高木さん（2018年、カップル男性1） - コミックス第9巻OVA付き特別版「ウォータースライダー」
- 転生したらスライムだった件（2020年、ゲイル） - 漫画版第14 - 16巻OAD付き限定版

### Webアニメ
- モンスターストライク（2018年、天使兵）
- みるタイツ（2019年、生徒）
- 爆丸アーマードアライアンス（2020年、ブローラー1）
- 爆丸エボリューションズ（2022年 - 2023年、チェット・チップマン）
- Plott
  - P!ece（2022年 - 、クゥ）
  - 混血のカレコレ（2022年、クゥ）
- GAMERA -Rebirth-（2023年、マーク・アディソン）
- ツイヤバ（2023年、神崎健太）
- Duel Masters LOST（2024年 - 2025年[63]、宮井[43]） - 2シリーズ[一覧 13]

### ゲーム
2017年
- スマッシュ&マジック（ゼクト）
- テリア・サーガ（ロイド、テオ）

2018年
- グランドサマナーズ（クルト）
- Dance with Devils My Carol
- フードファンタジー（すき焼き、猫まんま）

2019年
- DAIROKU:AYAKASHIMORI
- マルチポイント×コネクション〜稜風学園購買部〜（大澄暁空）

2020年
- 明治活劇 ハイカラ流星組 -成敗しませう、世直し稼業-（藤樹修蔵）
- ソードアート・オンライン アリシゼーション リコリス

2021年
- ジャックジャンヌ（世長創司郎）
- ファイアーエムブレムヒーローズ（2021年 - 2023年、サウル）
- モンスターストライク（クロム、フェムト）
- タロット男子 〜22人の見習い占い師〜（ルーン・ネブラマクラ）
- オルタンシア・サーガ（ルキウス）
- ミリオンダラーボーイズ（ミツヤ）

2022年
- 天獄ストラグル -strayside-（魂緒）
- 機動戦士ガンダム 鉄血のオルフェンズG（368）

2023年
- イケメンヴィラン 闇夜にひらく悪の恋（エリス・トワイライト）
- コードギアス 反逆のルルーシュ ロストストーリーズ（シュネー・ヘクセン）
- ネバーアフター〜逆転メルヘン〜（2023年、ピノキオ）

2024年
- グランブルーファンタジー リリンク
- 九魂の久遠（ロック）
- カルドアンシェル（ロック）
- HIGH CARD -Color of the Pair-（フィン・オールドマン）
- メタファー：リファンタジオ

### ドラマCD
2018年
- フェアリーテイルクロニクル
- カスタマスカレード！

2019年
- 妖しの箱庭に浮かぶ月（冴羽）
- YOUNG GOOD BOYFRIEND
- ゴールデンスパークル（辻井）

2020年
- 弱キャラ友崎くん（友崎文也）
- 絶対BLになる世界VS絶対BLになりたくない男
- 恋するヒプノティックセラピー（玲音）

2021年
- 彼らの恋の行方をただひたすらに見守るCD「男子高校生、はじめての」 4th after Disc 〜Just you!〜（笹川）
- 残像スローモーション（千秋実）
- 黄昏アウトフォーカス overlap （千秋実）
- 名探偵耕子は憂鬱（八墓）
- ひだまりが聴こえる-リミット-2（須藤敦史）
  - ひだまりが聴こえる-リミット-3

- 君には届かない。

2022年
- 宵宵モノローグ（千秋実）
- 「男子高校生、はじめての」第15弾　部活の後輩はガチ恋している（高江統吾）

2023年
- 恋するミルククラウン（向坂玲音）
- ヘタクソラブステップ（辻本小太郎）

2024年
- 親愛なるジーンへ（ジーン・エドワーズ）
- ジャックジャンヌ ドラマCD 「最果てのスウィング」（世長創司郎）
- フロウフルレメディ上（柿崎廉一郎）
  - フロウフルレメディ 下

- αの花嫁 共鳴恋情①（ 江森理玖)

2025年
- ないまぜな熱情（川上伊織）

### オーディオブック
- 難しいことはわかりませんが、英語が話せる方法を教えてください！（2018年、朗読[86]）
- 三姉妹探偵団（2018年、国友）
- よるのばけもの（2018年、元田の友達B）
- 青くて痛くて脆い（2019年、テン）
- 【新釈】走れメロス 他四篇（2019年、監督・鵜山徹[87]）
- medium 霊媒探偵城塚翡翠（2020年、蝦名[88]）
- パレード（2020年、丸山友彦[89]）
- invert 城塚翡翠倒叙集（2022年、蝦名[90]）
- invert II 覗き窓の死角（2023年、蝦名海斗[91]）

### 吹き替え

#### 映画
- マディのおしごと 恋の手ほどき始めます（2023年、パーシー〈アンドリュー・バース・フェルドマン〉[92]）

#### ドラマ
- シェイムレス9 俺たちに恥はない
- ザ・ポリティシャン（2019年、ジェームズ）

#### アニメ
- ジュラシック・ワールド/サバイバル・キャンプ（2020年、ダリウス・ボーマン[93]）
- ジュラシック・ワールド/サバイバル・ミッション（2024年、ダリウス・ボーマン）

### ラジオ
※はインターネット配信。
- 音泉キング「下野紘」のラジオ きみはもちろん、＜音泉＞ファミリーだよね?（2018年 - 、音泉※）[94]
- 松岡ハンバーグ（2020年6月15日 - 、音泉）[95]

### インターネット番組
- げんしんブラザーズ（2020年 - 、YouTube※・ニコニコ動画※）[96]

### デジタルコミック
- 溺愛ロワイヤル（2020年、黒崎十夜[97]）
- 桜井さんは気づいてほしい（2021年、那須野誠[98]）
- NERU -武芸道行-（2021年、五老海練磨[99]）
- 高良くんと天城くん（2021年、天城太一[100]）
- かめばかむほど甘くなる（2021年、明[101]）
- 四ツ谷くんとはじめくん（2022年、御行一[102]）
- BLゲームの主人公の弟であることに気がつきました（2023年、天地央[103]）
- 願いのアストロ（2024年、世剣ヒバル[104]）

### 映像作品
- 声優が語る怖い話 真冬の怪談（月白の怪談師）

### テレビドラマ
- ゆうべはお楽しみでしたね（2019年、パナパナ）

### 舞台
- 江戸川乱歩の世界 朗読劇「幻燈の獏」（2022年、セキ）
- 声優朗読劇フォアレーゼン 滋賀公演 「永遠のロリータ」（2024年)
- 音楽朗読劇「陰陽師」（2024年)
- 「あにまにあ」プレゼンツ 倶利伽羅不動寺 朗読会（2024年)

### その他コンテンツ
- 『この△ラブコメは幸せになる義務がある。』PV（2022年、矢代天馬[105]）
- 『真・群青戦記』新連載PV（2021年、マコト、真田弁丸(幸村）[106]）
- Astro Dive(2024年、雨谷漣)

## ディスコグラフィ

### キャラクターソング
| 発売日         | 商品名 | 歌 | 楽曲                                                                    | 備考                                                                                 |
| -------------- | --- | --- | ----------------------------------------------------------------------- | ------------------------------------------------------------------------------------ |
| 2021年7月21日  | スケートリーディング☆スターズ キャラクターソングミニアルバム①                                                              | 望月雪光（花江夏樹）、窪田智之（佐藤元） | 「シンクロ☆ハッピーデイズ」                                             | テレビアニメ『スケートリーディング☆スターズ』関連曲                                  |
| 2021年7月28日  | 美少年探偵団 BD・DVD第1巻特典CD                                                                                            | 美少年探偵団 | 「Beautiful Reasoning」                                                 | テレビアニメ『美少年探偵団』エンディングテーマ                                       |
| 2021年8月25日  | 美少年探偵団 BD・DVD第2巻特典CD                                                                                            | 美少年探偵団 | 「Welcoming Days」                                                      | テレビアニメ『美少年探偵団』エンディングテーマ                                       |
| 2021年9月18日  | ジャックジャンヌ VOCAL COLLECTION                                                                                          | 立花希佐（寺崎裕香）、高科更文（近藤孝行）、睦実介（笠間淳）、根地黒門（岸尾だいすけ）、白田美ツ騎（梶原岳人）、織巻寿々（内田雄馬）、世長創司郎（佐藤元） | 「Jack & Jeanne Of Quartz」                                             | ゲーム『ジャックジャンヌ』オープニングテーマ                                         |
| 2021年9月18日  | ジャックジャンヌ VOCAL COLLECTION                                                                                          | 立花希佐（寺崎裕香）、高科更文（近藤孝行）、睦実介（笠間淳）、根地黒門（岸尾だいすけ）、白田美ツ騎（梶原岳人）、織巻寿々（内田雄馬）、世長創司郎（佐藤元） | 「Fortune color is crystal!」 「なかつくにのキルツェ」 「Quartz Anima」 | ゲーム『ジャックジャンヌ』挿入歌                                                     |
| 2021年9月18日  | ジャックジャンヌ VOCAL COLLECTION                                                                                          | 立花希佐（寺崎裕香）、高科更文（近藤孝行）、世長創司郎（佐藤元）                                                                                           | 「ハレル・ア〜友よ、わが神の名をさけべ〜」                              | ゲーム『ジャックジャンヌ』挿入歌                                                     |
| 2021年9月18日  | ジャックジャンヌ VOCAL COLLECTION                                                                                          | 立花希佐（寺崎裕香）、高科更文（近藤孝行）、睦実介（笠間淳）、根地黒門（岸尾だいすけ）、白田美ツ騎（梶原岳人）、織巻寿々（内田雄馬）、世長創司郎（佐藤元） | 「風が吹いたんだ」                                                      | ゲーム『ジャックジャンヌ』エンディングテーマ                                         |
| 2021年9月18日  | ジャックジャンヌ VOCAL COLLECTION                                                                                          | 立花希佐（寺崎裕香）、世長創司郎（佐藤元） | 「風が吹いたんだ」                                                      | ゲーム『ジャックジャンヌ』エンディングテーマ                                         |
| 2023年3月4日   | 【オリジナル】Best P!ece                                                                                                   | クゥ（佐藤元）、あむ（徳留慎乃佑）、カガミ（君成田晃佑）                                                                                                   | 「Best P!ece」                                                          | plottアニメ『P!eceぴーす』オリジナルソング                                           |
| 2023年4月30日  | 誰も彼も何処も何も知らない （マル&キルコver.）                                                                             | マル（佐藤元）、キルコ（千本木彩花） | 「誰も彼も何処も何も知らない （マル&キルコver.）」                      | テレビアニメ『天国大魔境』関連曲                                                     |
| 2023年7月14日  | アルマ | 六道桃助（佐藤元） | 「アルマ」                                                              | テレビアニメ『六道の悪女たち』キャラクターソング                                     |
| 2024年8月22日  | ASTRONOTE | ATOMOSUREINN、Twi■■light、LMLMMxxx♡、我楽多KING | 「ASTRONOTE」                                                           | 『Astro Dive』テーマソング                                                           |
| 2024年11月27日 | Astro Dive First Message -ATOMOSUREINN-                                                                                    | ATOMOSUREINN | 「SHOUT ALIVE」                                                         | 『Astro Dive』関連曲                                                                 |
| 2024年12月11日 | TVアニメ「30歳まで童貞だと魔法使いになれるらしい」特別編集版EDテーマ『ラブキャンドル』&オリジナルサウンドトラック アルバム | 安達清（小林千晃）、黒沢優一（鈴木崚汰）、柘植将人（古川慎）、綿矢湊（佐藤元）                                                                             | 「ラブキャンドル」                                                      | 劇場アニメ『「30歳まで童貞だと魔法使いになれるらしい」特別編集版』エンディングテーマ |
| 2024年12月11日 | TVアニメ「30歳まで童貞だと魔法使いになれるらしい」特別編集版EDテーマ『ラブキャンドル』&オリジナルサウンドトラック アルバム | 柘植将人（古川慎）、綿矢湊（佐藤元） | 「ラブキャンドル」                                                      | 劇場アニメ『「30歳まで童貞だと魔法使いになれるらしい」特別編集版』関連曲             |
| 2024年12月11日 | TVアニメ「30歳まで童貞だと魔法使いになれるらしい」特別編集版EDテーマ『ラブキャンドル』&オリジナルサウンドトラック アルバム | 綿矢湊（佐藤元） | 「ラブキャンドル」                                                      | 劇場アニメ『「30歳まで童貞だと魔法使いになれるらしい」特別編集版』関連曲             |

### シリーズ一覧
1. ↑  第1期（2018年）、第2期『はたらく細胞!!』（2021年）
2. ↑  第1期（2018年 - 2019年）、第2期第1部（2021年）、第3期（2024年）
3. ↑  第1期『1st season』（2019年）、第2期『2nd season』（2020年）、第3期『The Final』（2021年）
4. ↑  第1期（2019年）、第2期『STONE WARS』（2021年）[15]、テレビスペシャル『龍水』（2022年7月10日）、第3期『NEW WORLD』第1クール（2023年）[16]、第3期『NEW WORLD』第2クール（2023年）、第4期『SCIENCE FUTURE』第1クール（2025年）、第4期『SCIENCE FUTURE』第2クール（2025年）
5. ↑  新右衛門編（2020年）、『外伝 イフ-if-』（2020年）
6. ↑  第1期（2021年）、第2期『2nd STAGE』（2024年）
7. ↑  第一部（2021年）、第二部（2022年）
8. ↑  Season1（2022年）、Season2（2025年）
9. ↑  Season1（2022年）、Season2（2023年）
10. ↑  season1（2023年）、season2（2024年）
11. ↑  第1期（2023年）、第2期（2024年）
12. ↑  第1期（2024年）、第2期（時期未定）
13. ↑  第1期『〜追憶の水晶〜』（2024年）、第2期『〜月下の死神〜』（2024年 - 2025年）

### ユニットメンバー
1. ↑  双頭院学（村瀬歩）、咲口長広（坂泰斗）、袋井満（増田俊樹）、足利飆太（矢野奨吾）、指輪創作（佐藤元）
2. 1 2  雨谷漣（佐藤元）、逢沢湊（浦和希）、朝日颯（大塚剛央)
3. ↑  栂乃那緒（林勇）、鳴海慧（鈴木崚汰）、音和セイラ（土岐隼一）
4. ↑  橘百々汰（村瀬歩）、慈透空（重松千晴）、近衛大刀（畠中祐）
5. ↑  百千万億一生（岡本信彦）、雷電ひかる（濱健人）、天羽千尋（堀江瞬）